# Ermelindo Magugliani
Ermelindo Magugliani (29 marzo 1905 – ...) è stato un calciatore italiano, di ruolo ala.

## Carriera
Giocò a più riprese con la Pro Patria, collezionando due presenze in Serie A. Militò anche nel SIAI Marchetti fino al 1939 e nell'Alfa Romeo, fino al 1942.